# Fire Emblem
Fire Emblem là một trò chơi nhập vai chiến thuật giả tưởng do Intelligent Systems phát triển và Nintendo phát hành. Lần đầu tiên sản xuất và xuất bản cho hệ máy Famicom năm 1990, loạt bao gồm mười sáu phần chính và bốn ngoại truyện. Lối chơi xoay quanh chiến thuật di chuyển của các nhân vật trong các môi trường theo dạng lưới, đồng thời kết hợp yếu tố cốt truyện và các nhân vật tương tự như các trò chơi điện tử nhập vai truyền thống.
Một khía cạnh đáng chú ý của cách chơi là cái chết vĩnh viễn của các nhân vật trong trận chiến, loại bỏ hằn nhân vật đó khỏi phần còn lại của trò chơi nếu bị đánh bại. Trong các trò chơi mới hơn, từ Fire Emblem: New Mystery of the Emblem trở đi, người chơi có thể lựa chọn giữa Chế độ Cổ điển, trong đó các nhân vật chết vĩnh viễn hoặc Chế độ Thông thường, các nhân vật ngã xuống sẽ hồi sinh ở trận chiến tiếp theo. Tiêu đề loạt đề cập đến "Fire Emblem", thường được miêu tả là vũ khí hoặc lá chắn hoàng gia đại diện cho sức mạnh của chiến tranh và rồng, một yếu tố bất định trong loạt. Quá trình phát triển ban đầu là một dự án dōjin của Kaga Shouzou và ba nhà phát triển khác. Thành công của nó đã thúc đẩy sự phát triển của các tựa trò chơi tiếp theo. Kaga lãnh đạo phát triển từng hạng mục cho đến khi phát hành Thracia 776, ông rời Intelligent Systems và tự thành lập xưởng riêng để phát triển Tear Ring Saga.
Không có phần nào trong loạt được phát hành bên ngoài Nhật Bản cho đến khi hai nhân vật là Marth và Roy được đưa vào dàn nhân vật trong trò chơi song đấu Super Smash Bros. Melee năm 2001. Sự nổi tiếng của họ, cũng như thành công quốc tế của trò chơi chiến đấu theo lượt Advance Wars, cuối cùng đã đủ để thuyết phục Nintendo phát hành trò chơi tiếp theo là The Blazing Blade ở các khu vực phương Tây với tựa Fire Emblem năm 2003. Nhiều phần trong loạt đã bán rất chạy, dù có chút suy giảm trong những năm 2000 dẫn đến việc loạt trò chơi gần như bị hủy bỏ. Các phần lẻ thường được yêu thích, và toàn bộ loạt đã được ca ngợi vì lối chơi, trích dẫn như là một loạt trò chơi đặc sắc trong thể loại nhập vai chiến thuật. Các nhân vật từ nhiều phần cũng đã được đưa vào các loạt trò chơi nhượng quyền khác bao gồm cả loạt Super Smash Bros. nói trên.

## Tiêu đề
| 1990 | Shadow Dragon and the Blade of Light |
| 1991 |                                      |
| 1992 | Gaiden                               |
| 1993 |                                      |
| 1994 | Mystery of the Emblem                |
| 1995 |                                      |
| 1996 | Genealogy of the Holy War            |
| 1997 |                                      |
| 1998 |                                      |
| 1999 | Thracia 776                          |
| 2000 |                                      |
| 2001 |                                      |
| 2002 | The Binding Blade                    |
| 2003 | The Blazing Blade                    |
| 2004 | The Sacred Stones                    |
| 2005 | Path of Radiance                     |
| 2006 |                                      |
| 2007 | Radiant Dawn                         |
| 2008 | Shadow Dragon                        |
| 2009 |                                      |
| 2010 | New Mystery of the Emblem            |
| 2011 |                                      |
| 2012 | Awakening                            |
| 2013 |                                      |
| 2014 |                                      |
| 2015 | Fates                                |
| 2016 |                                      |
| 2017 | Echoes: Shadows of Valentia          |
| 2018 |                                      |
| 2019 | Three Houses                         |

### Trò chơi
Hiện tại có mười sáu phần trong loạt Fire Emblem, bao gồm cả các phiên bản làm lại trước đó. Trong số mười sáu phần thì có mười ba bản gốc và ba bản đã được làm lại.
Bản đầu tiên trong loạt là Shadow Dragon and Blade of Light phát hành năm 1990 cho Famicom Nhật Bản. Một tựa trò chơi thứ hai cho Famicom là Fire Emblem Gaiden, đã phát hành năm 1992. Game nổi tiếng là có cơ chế khác thường so với phần còn lại của loạt, như thám hiểm dungeon. Trò chơi diễn ra trong một khung thời gian tương tự như Shadow Dragon and Blade of Light, nhưng ở một lục địa khác. Năm 1994, Mystery of the Emblem phát hành cho Super Famicom, bao gồm cả bản làm lại của Shadow Dragon and Blade of Light và phần tiếp theo của bản đầu tiên. Hai bản nữa đã phát hành cho Super Famicom năm 1996 và 1999 là Genealogy of the Holy War và Thracia 776.
Bản tiếp theo được phát hành là The Binding Blade năm 2002 cho Game Boy Advance. Một phần tiền truyện của The Binding Blade là The Blazing Blade đã được phát hành cho Game Boy Advance năm tiếp theo. Năm 2003 game được phát hành ra nước ngoài với tựa Fire Emblem ở Bắc Mỹ và năm 2004 ở châu Âu, lần đầu tiên chính ra mắt loạt Fire Emblem ở những khu vực này. Bản cuối cùng cho Game Boy Advance là The Sacred Stones được phát hành năm 2004 ở Nhật Bản và năm 2005 ở Bắc Mỹ và Châu Âu.
Bản thứ chín trong loạt là Path of Radiance đã phát hành cho GameCube trên toàn thế giới năm 2005. Đây là bản Fire Emblem đầu tiên có đồ họa 3D, lồng tiếng và các đoạn cắt cảnh đầy đủ chuyển động. Phần tiếp theo của Path of Radiance là Radiant Dawn đã được phát hành cho Wii năm 2007 tại Nhật Bản và Bắc Mỹ và 2008 tại Châu Âu.
Năm 2008, loạt quay trở lại thiết bị cầm tay với hai bản phát hành cho Nintendo DS. Fire Emblem: Shadow Dragon là phiên bản làm lại mở rộng của bản đầu, được phát hành năm 2008 tại Nhật Bản và Châu Âu, năm 2009 tại Bắc Mỹ. Shadow Dragon sử dụng các tính năng độc đáo của hệ máy DS mà Famicom không có, và giới thiệu các nhân vật mới, thêm các yếu tố bổ sung về cốt truyện, cơ chế tân trang và đồ họa hiện đại. Một bản độc quyền phát hành ở Nhật Bản là New Mystery of the Emblem năm 2010 cho máy DS chính là bản làm lại của Mystery of the Emblem.
Loạt chuyển sang Nintendo 3DS với Fire Emblem Awakening, là bản thứ mười ba,  phát hành năm 2012 tại Nhật Bản và 2013 tại Bắc Mỹ và Châu Âu. Awakening là một thành công lớn với số liệu bán hàng cao và được ghi nhận là làm sống lại cả loạt. Bản thứ hai cho Nintendo 3DS là Fates phát hành tháng 6 năm 2015 tại Nhật Bản, tháng 2 năm 2016 tại Bắc Mỹ và tháng 5 năm 2016 cho Châu Âu và Úc. Fates có ba phiên bản: hai phiên bản vật lý là Birthright và Conquest, và phiên bản thứ ba là Revelation được phát hành dưới dạng nội dung có thể tải xuống. Một bản thứ ba, Fire Emblem Echoes: Shadows of Valentia đã phát hành trên Nintendo 3DS năm 2017. Echoes là phiên bản làm lại nâng cao của Gaiden, duy trì nhiều tính năng độc đáo của Gaiden đồng thời cải tiến đồ họa, kịch bản và cách chơi dễ tiếp thu chơi.
Một tựa Fire Emblem lần đầu tiên công bố cho Nintendo Switch trong sự kiện ra mắt hệ máy tháng 1 năm 2017. Trò chơi được chính thức tiết lộ với tên gọi Fire Emblem: Three Houses trong buổi giới thiệu Nintendo Direct tại E3 2018 và phát hành ngày 26 tháng 7 năm 2019.

#### Ngoại truyện và vai trò khách mời
Năm 1997, một phần tiền truyện của Mystery of the Emblem có tựa đề BS Fire Emblem: Archanea Senki-hen đã phát hành thông qua Satellaview. Các sự kiện của Archanea Senki được đưa vào phiên bản làm lại của Mystery of the Emblem. Một số nhà phát triển coi BS Fire Emblem là một phần chính thức của loạt, nhưng không phổ biến đối với người hâm mộ. Một phiên bản chéo với loạt Shin Megami Tensei là Tokyo Mirage Sessions ♯FE đã phát hành tháng 12 năm 2015 tại Nhật Bản và trên toàn thế giới tháng 6 năm 2016 cho Wii U. Tokyo Mirage Sesions do Atlus phát triển chứ không phải Intelligent Systems, game kết hợp các yếu tố cách chơi, tường thuật và tính thẩm mỹ từ cả hai loạt Fire Emblem và Shin Megami Tensei. Fire Emblem Heroes là một trò chơi gacha dành cho Android và iOS phát hành tháng 2 năm 2017 cho các thiết bị di động. Heroes là bản giao thoa của các nhân vật trong toàn bộ loạt Fire Emblem thay vì với một loạt khác, và cũng giới thiệu các nhân vật gốc không có mặt trong bất kỳ bản Fire Emblem nào khác. Một bản giao thoa với loạt game Dynasty Warriors là Fire Emblem Warriors, đã được phát hành cho New Nintendo 3DS và Nintendo Switch năm 2017. Game do Omega Force và Team Ninja phát triển.
Các nhân vật trong loạt Fire Emblem đã xuất hiện trong một số tựa trò chơi khác dưới dạng khách mời hoặc là một phần của phiên bản kết hợp. Bao gồm nhiều phần trong loạt Super Smash Bros., bắt đầu với các nhân vật chính như Marth và Roy trong Super Smash Bros. Melee. Các nhân vật trong loạt cũng xuất hiện trong trò chơi chiến thuật của Intelligent Systems là Code Name: S.T.E.A.M. khi các nhân vật tùy chọn co thể mở khóa thông qua amiibo.

#### Các bản bị hủy
Một bản Fire Emblem ban đầu được phát triển cho Nintendo 64 và thiết bị ngoại vi 64DD. Ban đầu có tên mã là Fire Emblem 64, lần đầu tiên được Miyamoto Shigeru tiết lộ năm 1997. Cuối cùng, do doanh số 64DD kém và thay đổi trong nội bộ tại Intelligent Systems, Fire Emblem 64 đã bị hủy bỏ vào năm 2000 và việc phát triển đã chuyển sang cho bản Fire Emblem: The Binding Blade. Những phần đã thực hiện cho Fire Emblem 64 đã truyền tải vào The Binding Blade.
Một game RTS bổ sung cho Wii đã được lên kế hoạch sẽ phát hành sau Fire Emblem: Radiant Dawn, nhưng sau khi bản chơi thử bị lỗi và không tập trung vào quá trình phát triển, dự án cũng đã bị hủy bỏ. Intelligent Systems không bao giờ lên kế hoạch cho một tựa trò chơi Fire Emblem cho Wii U. Nhà sản xuất của Nintendo là Yamagami Hitoshi cho biết một trò chơi như vậy sẽ cần phải bán ra tới 700.000 bản thì mới có lãi. Tin đồn về bản làm lại Fire Emblem chưa phát hành cho Nintendo 3DS đã bị hủy sau khi AlphaDream phá sản cuối năm 2019. Theo báo cáo, đây là một trong nhiều game đã được phát triển, nhưng cuối cùng lại bị hủy bỏ với nhiều suy đoán rằng những dự án đó có thể được chuyển sang Nintendo Switch.

### Liên quan đến phương tiện thông tin đại chúng
Một phim hoạt hình gốc ngắn hai tập dựa trên Mystery of the Emblem được sản xuất vào năm 1997. Những tập phim hoạt hình này đã phát hành ở Bắc Mỹ, sáu năm trước khi bản địa hóa The Blazing Blade, biến chúng thành phương tiện truyền thông Fire Emblem chính thức đầu tiên phát hành trong khu vực. Nintendo cũng sản xuất Amiibo của các nhân vật Fire Emblem; chúng tương thích với Fates, Echoes: Shadows of Valentia, Code Name: S.T.E.A.M, Super Smash Bros. for Nintendo 3DS and Wii U và Super Smash Bros. Ultimate.  Manga dựa trên các trò chơi cũng được sản xuất, bao gồm Binding Blade và Awakening. Hai trò chơi thẻ sưu tập đã được thực hiện với nhượng quyền thương hiệu Fire Emblem: Trading Card Game, phát hành từ năm 2001 – 2006 và Fire Emblem 0 (Cipher) phát hành năm 2015, vẫn còn sản xuất các phần mở rộng và thẻ bài mới cho đến năm 2019.

## Các yếu tố phổ biến

### Cài đặt
Các bản Fire Emblem diễn ra trên nhiều bối cảnh không liên quan đến nhau về mặt thời gian, lấy chủ đề thời Trung cổ hoặc Phục hưng, nhân vật chính thường là hoàng tộc hoặc một lính đánh thuê, bị cuốn vào cuộc xung đột của hai hoặc nhiều quốc gia trên khắp lục địa và chiến đấu vì chính nghĩa của họ. Các lục địa Archanea và Valentia là bối cảnh của Shadow Dragon and the Blade of Light, Gaiden, Mystery of the Emblem và Awakening, và bản nháp của Fire Emblem 64. Genealogy of the Holy War và Thracia 776 lấy bối cảnh ở Jugdral, kết nối xa với Archanea và Valentia, trong khi Fire Emblem và Binding Blade diễn ra ở Elibe. The Sacred Stones lấy bối cảnh Magvel và Path of Radiance cùng Radiant Dawn diễn ra trên lục địa Tellius. Fates là bản duy nhất không được đặt trên một lục địa có tên cụ thể, thay vào đó được biết đến bởi các vương quốc chính của nó. Three Houses diễn ra trên lục địa Fódlan.
Một yếu tố bất định trong loạt chính là "Fire Emblem". Trong Shadow Dragon and the Blade of Light và các trò chơi khác lấy bối cảnh Archanea, nó là một tấm khiên với năm viên đá ma thuật. Cái tên này bắt nguồn từ mối liên hệ với loài rồng và những chiến khí, là "biểu tượng của ngọn lửa". Từng xuất hiện như một phần gia huy trong Genealogy of the Holy War, một ấn phong gia tộc trong The Binding Blade, viên đá kỳ diệu trong The Sacred Stones, một huy chương bằng đồng giam cầm nữ thần hỗn loạn trong Path of Radiance và Radiant Dawn, một thanh kiếm trong Fates, và những dấu hiệu ma thuật gia truyền trong Three Houses. Các yếu tố ma thuật khác, bao gồm các vị thần xấu xa và các sinh vật thần bí như loài rồng và những kẻ biến hình, cũng là những yếu tố bất định trong loạt.

### Lối chơi
Các nhà phát triển của Fire Emblem đã mô tả trò chơi thuộc thể loại "RPG mô phỏng", kết hợp lối chơi mô phỏng chiến thuật với một cốt truyện cụ thể và phát triển nhân vật như một trò chơi nhập vai, tạo liên kết các nhân vật lại với nhau, các trò chơi chiến thuật trước đây không có dạng này. Các trận chiến trong loạt Fire Emblem diễn ra trên bản dồ dạng lưới, người chơi điều khiển một nhóm nhân vật trên các bản đồ gắn liền với cốt truyện chính và cả các cốt truyện ngoài lề. Mỗi nhân vật có một lớp nhân vật cụ thể, có các khả năng riêng biệt và điều này sẽ ảnh hưởng đến khoảng cách họ có thể di chuyển. Một số lớp nhân vật có các kỹ năng đặc biệt, và mỗi nhân vật có tầng lớp và chỉ số riêng. Tùy thuộc vào loạt, có thể thay đổi hoặc nâng cấp lớp nhân vật, đôi khi yêu cầu các vật phẩm đặc biệt. Trong trận chiến, mỗi nhân vật nhận điểm kinh nghiệm bằng cách thực hiện các hành động, chẳng hạn như tấn công, chữa lành đồng đội và tiêu diệt kẻ địch (thường đem lại nhiều điểm kinh nghiệm nhất). Khi đạt đến một cấp độ nhất định, nhân vật tăng cấp và các điểm kỹ năng mới sẽ được trao ngẫu nhiên cho các thuộc tính của nhân vật, có thể là sức khỏe, sự nhanh nhẹn hoặc sức mạnh của nhân vật. Nhân vật càng được chọn nhiều lần để xuất hiện trong trận chiến, thì càng có nhiều điểm kinh nghiệm.
Một yếu tố quan trọng trong chiến đấu kể từ Genealogy of the Holy War là Weapon Triangle (Tam giác vũ khí), một hệ thống chi phối các điểm mạnh/yếu của một số vũ khí và phép thuật đối kháng lại nhau theo kiểu kéo-búa-bao. Đối với vũ khí, thương mạnh hơn kiếm, kiếm mạnh hơn rìu và rìu lại mạnh hơn thương. Trong phép thuật, lửa mạnh hơn gió, gió mạnh hơn sấm sét và sấm sét lại mạnh hơn lửa. Từ The Binding Blade cho đến Radiant Dawn, ba yếu tố này được gọi chung là ma thuật anima. Anima mạnh hơn ánh sáng, ánh sáng mạnh hơn bóng tối và bóng tối mạnh hơn anima. Trong Fates, mối quan hệ Weapon Triangle có thêm các vũ khí khác như kiếm và sách bùa chú mạnh hơn rìu và cung, rìu và cung mạnh hơn thương và ám khí, và thương cung ám khí lại mạnh hơn kiếm và sách bùa chú. Hầu hết đều sử dụng hệ thống Weapon Durability (Độ bền Vũ khí): sau khi được nhân vật sử dụng trong một số lần nhất định, vũ khí sẽ bị vỡ. Các phần game khác nhau có các hệ thống khác nhau liên quan đến vũ khí: trong Genealogy of the Holy War, có thể sửa chữa vũ khí tại các cửa hàng đặc biệt; trong Path of Radiance và các trò chơi trong tương lai, có thể mua và nâng cấp vũ khí, Fates thay thế hệ thống độ bền bằng hệ thống khi mà vũ khí mạnh hơn sẽ làm suy yếu một số chỉ số của nhân vật sử dụng chúng.
Cả bên trong và bên ngoài trận chiến, có thể phát triển mối quan hệ giữa các nhân vật, tăng khả năng chiến đấu nhất định. Một tính năng được giới thiệu trong Genealogy of the Holy War và được sử dụng trong các tựa trò chơi sau này là các nhân vật yêu nhau sẽ có thể có một đứa trẻ thừa hưởng một số kỹ năng và chỉ số nhất định. Một trong những tính năng bất định là cái chết vĩnh viễn, trong đó các đơn vị bị đánh bại trong trận chiến sẽ bị loại bỏ vĩnh viễn khỏi nhóm, với rất ít ngoại lệ (trừ nhân vật chính). Fire Emblem: New Mystery of the Emblem giới thiệu Casual Mode (Chế độ Thông thường), trong đó các nhân vật đã chết sẽ hồi sinh vào cuối trận chiến. Fates thêm Phoenix Mode (Chế độ Phượng hoàng), trong đó các nhân vật bị đánh bại sẽ hồi sinh ở lượt tiếp theo. Ngoài ra Fates còn có 'My Castle', một lâu đài có thể tùy chỉnh, đóng vai trò là cơ sở hoạt động của người chơi trong suốt trò chơi.

## Phát triển
Shadow Dragon và Blade of Light là tựa trò chơi Fire Emblem đầu tiên nhưng không bao giờ được coi là một game chính thức cho mục đích thương mại, do đây chỉ là một dự án dōjin với ba sinh viên tập sự nên nhà sáng tạo của loạt là Kaga Shouzou đã định nghĩa như vậy. Tuy nhiên, trò chơi đã thành công và là động lực thúc đẩy nó phát triển trở thành một loạt game. Trò chơi được phát triển tại Intelligent Systems, do những đóng góp đáng chú ý trước đây với trò chơi chiến lược Famicom Wars. Kaga đã góp mặt trên loạt Fire Emblem cho đến Thracia 776, khi ông rời Nintendo và bắt đầu phát triển Tear Ring Saga cho PlayStation. Sau Thracia 776, loạt Fire Emblem đã có một vài bản phát hành trên thiết bị cầm tay. Vào thời điểm này, Marth và Roy từ Shadow Dragon and the Blade of Light và Sword of Seals xuất hiện dưới dạng các nhân vật có thể điều khiển được trong Super Smash Bros. Melee, khiến thị trường phương Tây quan tâm đến loạt Fire Emblem hơn. Sự đón nhận tích cực này đã khiến Nintendo quyết định bản địa hóa The Blazing Blade dưới tựa Fire Emblem. Do thành công ở nước ngoài, trò chơi đã quyết định quay lại với máy chơi trò chơi điện tử tại gia và Path of Radiance ra đời cho hệ máy GameCube. Mặc dù đến muộn trong vòng đời của GameCube nhưng vừa kịp mang lại sự thúc đẩy doanh số, khẳng định lại niềm tin của Nintendo vào loạt trò chơi này. Đến năm 2010, loạt bị giảm doanh số và Nintendo nói với Intelligent Systems rằng nếu bản Fire Emblem tiếp theo của họ không bán được trên 250.000 bản, thì loạt sẽ bị hủy bỏ. Điều này đã thúc đẩy Intelligent Systems thiết kế thêm rất nhiều tính năng mới cho loạt, dự định biến nó thành đỉnh cao của toàn loạt. Việc trò chơi được tiếp nhận tích cực và doanh số bán hàng tốt đã cứu loạt khỏi bị hủy, thuyết phục Nintendo tiếp tục phát hành.
Phần âm nhạc gốc của loạt do Tsujiyoko Yuka sáng tác. Bà là nhạc sỹ duy nhất tại Intelligent Systems khi Shadow Dragon an the Blade of Light được sản xuất, bà vừa soạn nhạc vừa là giám đốc âm thanh, cho đến Thracia 776, bà rời công ty để có thể hành nghề tự do sau khi hoàn thành nhạc cho Paper Mario. Bà đã góp mặt trong các trò chơi Fire Emblem sau này, cùng với các nhà soạn nhạc khác bao gồm Kasuga Saki, Morishita Hiroki và Kondoh Rei. Loạt bao gồm một số nhân viên đáng chú ý khác như Narihiro Tohru, ông tham gia vào mọi bản Fire Emblem kể từ bản gốc; Higuchi Masahiro, bắt đầu với tư cách là nhà thiết kế đồ họa cho Genealogy of the Holy War; và Maeda Kouhei , người đã viết kịch bản cho mọi trò chơi kể từ The Sword of Flame và trở thành đạo diễn cho Awakening. Nhiều họa sĩ cũng gắn liền với loạt. Các nhân vật cho bản đầu tiên và bản làm lại của Mystery of the Emblem do Idzuka Daisuke thiết kế. Các nhân vật của Mystery of the Emblem và Genealogy of the Holy War do Koya Katsuyoshi thiết kế, sau đó ông làm thiết kế cho game thẻ bài Fire Emblem. Katsuyoshi lại không hài lòng với phần việc của ông trong loạt nên đã nghĩ việc sau Thracia 776. Người thiết kế cho Thracia 776 là Hirota Mayumi, từng có thời gian làm việc ngắn ngủi với loạt khi ông rời Intelligent Systems cùng với Kaga sau khi trò chơi hoàn thành. Tuy nhiên, công sức của ông dành cho loạt được Kaga rất yêu thích. Các họa sĩ khác tham gia vào các bản sau này là Kaneda Eiji (The Binding Blade), Wada Sachiko (The Sacred Stones) và Kita Senri (Path of Radiance, Radiant Dawn).. Họa sỹ thiết kế nhân vật của Awakening là Kusakihara Toshiyuki và Kozaki Yusuke, đã được đưa vào để đem lại một cái nhìn mới cho loạt. Kozaki trở lại với tư cách là nhà thiết kế nhân vật cho Fates.

## Tiếp nhận
| Trò chơi                             | Năm  | Đơn vị đã bán (tính bằng triệu) | GameRankings | Metacritic |
| ------------------------------------ | ---- | ------------------------------- | ------------ | ---------- |
| Shadow Dragon and the Blade of Light | 1990 | 0.33                            | -            | -          |
| Gaiden                               | 1992 | 0.32                            | -            | -          |
| Mystery of the Emblem                | 1994 | 0.78                            | -            | -          |
| Genealogy of the Holy War            | 1996 | 0.50                            | -            | -          |
| Thracia 776                          | 1999 | 0.11                            | 99%          | -          |
| The Binding Blade                    | 2002 | 0.35                            | -            | -          |
| The Blazing Blade                    | 2003 | -                               | 89%          | 88         |
| The Sacred Stones                    | 2004 | -                               | 85%          | 85         |
| Path of Radiance                     | 2005 | -                               | 86%          | 85         |
| Radiant Dawn                         | 2007 | -                               | 79%          | 78         |
| Shadow Dragon                        | 2008 | -                               | 81%          | 81         |
| New Mystery of the Emblem            | 2010 | -                               | -            | -          |
| Awakening                            | 2012 | 1.9                             | 93%          | 92         |
| Fates                                | 2015 | 1.6                             | 89%          | 88         |
| Echoes: Shadows of Valentia          | 2017 | -                               | 83%          | 81         |
| Three Houses                         | 2019 | 2.87                            | 89%          | 89         |

Doanh số bán hàng ở Nhật Bản cao nhất là Shadow Dragon và Blade of Light nhưng giảm dần với các tựa trò chơi sau đó trong tương lai, bán được 329.087; 324.699; 776.338; 498.216 và 106.108 bản tương ứng. Tính đến năm 2002, tổng doanh số đã đạt hơn hai triệu bản. Awakening đứng đầu tổng doanh thu của cả Radiant Dawn và Mystery of the Emblem đạt được trong tuần đầu tiên. Game tiếp tục bán thêm 1,79 triệu bản trên toàn thế giới và trở thành tựa trò chơi Fire Emblem bán chạy nhất ở khu vực phía tây.
Năm 2007, một cuộc thăm dò ý kiến công chúng của Nhật Bản đã công nhận Mystery of the Emblem là một trong 100 trò chơi điện tử hàng đầu của đất nước. Phát biểu với USGamer, người tạo ra Massive Chalice là Brad Muir, nhận xét về cách Fire Emblem đã ảnh hưởng đến trò chơi, như là "một loạt trò chơi chiến lược đáng nể", dựa trên lối chơi và mối quan hệ nhân vật trong trò chơi. Trong bài đánh giá của Awakening, Audrey Drake của IGN nói rằng "quá ít người đã chơi qua loạt Fire Emblem", gọi đó là "cục cưng của đám đông gạo cội say mê RPG - và một trong những viên ngọc sáng ngời của thể loại này".
Một số trang báo đã trích dẫn sự kém phổ biến của game ở phương Tây là do ảnh hưởng của việc không tập trung bản địa hóa game của Nintendo, cùng với vị trí của nó trong một thể loại trò chơi thích hợp. Đồng thời, họ ca ngợi lối chơi của loạt, nhất là độ khó cao và cơ chế mối quan hệ. Game Informer và Gamasutra đều trích dẫn loạt trò chơi này như một nguồn cảm hứng cho các trò chơi nhập vai chiến thuật phổ biến sau này, với Gamasutra chỉ ra  Tactics Ogre: Let Us Cling Together, Final Fantasy Tactics và Disgaea đều lấy cảm hứng từ thiết kế này. Biên tập viên Chris Carter của Destructoid viết năm 2014, ca ngợi cơ chế của loạt, đồng thời chọn Mystery of the Emblem, Path of Radiance và Awakening là những trò chơi hay nhất trong loạt. Awakening thường được trích dẫn là đã mang lại cho loạt sự phổ biến và thu hút sự chú ý từ phía người chơi ở ngoài Nhật Bản hơn.

### Vụ kiệnTear Ring Saga
Sau khi Kaga rời Nintendo, ông thành lập một xưởng tên là Tirnanog và bắt đầu phát triển một trò chơi có tên là Emblem Saga, một trò chơi nhập vai chiến lược cho PlayStation. Trò chơi có nhiều điểm tương đồng với dòng Fire Emblem và Nintendo đã đệ đơn kiện Tirnanog vì vi phạm bản quyền. Vụ kiện đầu tiên thất bại, và tòa án ra phán quyết có lợi cho Tirnanog. Nintendo đã đệ đơn kiện thứ hai và lần này đã được giải quyết bằng tiền mặt trị giá 76 triệu Yên. Tuy nhiên, Tirnanog và nhà xuất bản Enterbrain vẫn được phép xuất bản trò chơi, mặc dù họ đã đổi tên thành 'Tear Ring Saga', và còn phát triển phần tiếp theo. Nintendo đã cố gắng đưa vụ kiện thứ ba lên Tòa án Tối cao Nhật Bản năm 2005, nhưng phán quyết thứ hai vẫn giữ nguyên.